# Мушкапат
Мушкапат (вірм. Մուշկապատ, азерб. Müşkapat) — село у Мартунинському районі Нагірно-Карабаської Республіки. Село розташоване за 15 км на південний захід від міста Мартуні, за 3 км на захід від села Гіші, за 2 км на південний схід від села Ахорті, за 4 км на північний схід від села Колхозашен та за 3 км на північ від села Керт.

## Пам'ятки
- В селі розташована церква Сурб Аствацацін 19 ст. та цвинтар 19 ст.